# Махмут Юсуфи
Махмут Юсуфи (на албански: Mahmut Jusufi, на македонска литературна норма: Махмут Јусуфи) е виден юрист от Северна Македония, член на Конституционния съд на страната от 2004 до 2007 година.

## Биография
Роден е в Тетово в 1948 година. В 1973 година завършва Юридическия факултет на Прищинския университет. Полага съдийски изпит в 1976 година. От 1973 година работи като юрист в Металургичния комбинат „Югохром“ в Йегуновце. В 1979 година е назначен за секретар на редакцията на всекидневника на албански език „Флака“, в издателската къща „Нова Македония“, а след това е назначен за директор на информационния център. От 1982 до 2000 година е адвокат в Тетово. В 2000 година е избран за член на Републиканския съдебен съвет. Избран е за член на председателството на Адвокатската камара на Македония. Председател е на тетовския клон на Демократичния форум за защита на правата на човека и е член на управителния съвет на Хелзинкския комитет за Македония. Сътрудник е на Амнести Интернешънъл. Член е на Юридическия съвет на правителството на Република Македония.
В периода 2000 – 2003 година е член на Републиканския съдебен съвет. Избран е за съдия в Конституционния съд на Република Македония през януари 2004 година. Председател е на Конституционния съд на Република Македония от изборите с тайно гласуване на заседанието на Съда, проведено на 2 юни 2006 година.